# (19506) Angellopez
(19506) Angellopez ist ein Asteroid des Hauptgürtels, der vom spanischen Astronomen Ángel López Jiménez am 18. Juni 1998 am Planetarium Mallorca (IAU-Code 620) in Costitx auf der Baleareninsel Mallorca entdeckt wurde.
Der Asteroid wurde am 15. August 2022 nach seinem Entdecker benannt, der auf Mallorca am Observatori Astronomic de Consell ein automatisches Observatorium gebaut hat. 